# خلا، حماة
خلأ (به عربی: الخلا) یک روستا در سوریه است که در حماه واقع شده‌است. خلأ ۴۵۷ نفر جمعیت دارد.